# 東京都道227号小平停車場野中新田線
東京都道227号小平停車場野中新田線（とうきょうとどう227ごう こだいらていしゃじょうのなかしんでんせん）は東京都小平市と同県東久留米市を通る一般都道である。通称東京街道。

## 概要
- 起点：小平駅[1]
- 終点：東京都小平市花小金井四丁目[1]（北野中交差点[2]、東京都道15号府中清瀬線（小金井街道）交点）
- 延長：2,408 m[1]

## 路線状況

### 交通量
| 区間                             | 区間距離（km） | 2005年度 | 2010年度 | 2015年度 |
| -------------------------------- | -------------- | -------- | -------- | -------- |
| 小平停車場小川新田線～府中清瀬線 | 2.3            | 9,016    | 8,819    | 7,941    |

## 地理

### 通過する自治体
- 東京都
  - 小平市 - 東久留米市[1] - 小平市

### 交差する道路
- 東京都道230号小平停車場小川新田線（小平駅北口交差点）
- 東京都道248号府中小平線（錦城高南交差点）
- 東京都道15号府中清瀬線（終点）[1]